# Caracas (Kalijati)
Caracas is een bestuurslaag in het regentschap Subang van de provincie West-Java, Indonesië. Caracas telt 3465 inwoners (volkstelling 2010).